# Tossal de la Creu (Senterada)
El Tossal de la Creu, és una muntanya de 1.594,4 m. alt. situada al límit dels termes municipals de Senterada i la Torre de Cabdella, en el Pallars Jussà. És un dels límits de llevant de l'enclavament de Larén, pertanyent a Senterada.
Format part del mateix serrat que el cim de Santa Bàrbara, i d'ell arrenca cap al sud el Serradet del Far, a través del Coll de Codó i del Tossal del Codó, i cap al sud-est, el Serrat d'Eirola.